# Alcée Fortier
Pour les articles homonymes, voir Fortier.
Alcée Fortier (né le 5 juin 1856 dans la paroisse de Saint-Jacques en Louisiane et mort le 14 février 1914) est un linguiste américain, spécialiste des langues romanes et du créole louisianais, professeur à l'université Tulane à La Nouvelle-Orléans et éditeur.

## Biographie

### Jeunesse et formation
Céole issu d'une famille française installée en Louisiane depuis le XVIIIe siècle, Alcée Fortier naît au Petit Versailles, riche plantation familiale produisant de la canne à sucre,. Il est le fils de Florent-Louis Alcée Fortier et de Marie-Edwige Aimé, elle-même fille de Valcour Aimé.
Il est encore enfant quand éclate la guerre de Sécession. Lorsque celle-ci se termine, l'émancipation des esclaves affecte la fortune de sa famille, qui peine à s'adapter à un marché du travail libre dans une période de déclin agricole.
Fortier termine ses études à l'école classique d'A.V. Romain à La Nouvelle-Orléans et entre à l'Université de Virginie. Une grave maladie l'empêche d'y terminer ses études. Il retourne à La Nouvelle-Orléans et étudia le droit, puis commence à travailler comme commis.

### Carrière
Alcée Fortier enseigne le français dans un établissement scolaire du secondaire (collège-lycée) de La Nouvelle-Orléans.
En 1880, il est nommé professeur à l'université Tulane. Spécialiste des langues romanes, il publie de nombreux ouvrages sur le créole, le français cadien et la littérature francophone de Louisiane.
Il est président de la Modern Language Association of America, ainsi que de la Société historique de Louisiane.  Il est membre de l'American Folklore Society ainsi que de l'Académie des sciences de La Nouvelle-Orléans.
Le 22 octobre 1881, Alcée Fortier épouse Marie Lanauze, fille d'Adolphe Lanauze et de Augustine Henriette Féraud. Ils auront huit enfants.
Alcée Fortier se lance dans la publication et fonde les éditions Alcée Fortier (Alcee Fortier Editor).

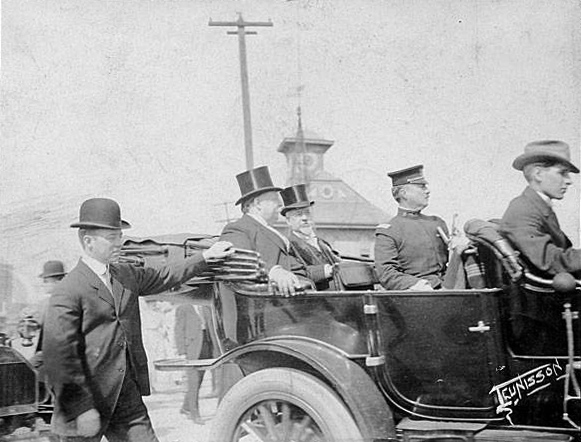
Alcée Fortier accueille le président américain William Howard Taft en 1909 à La Nouvelle-Orléans.

## Hommages

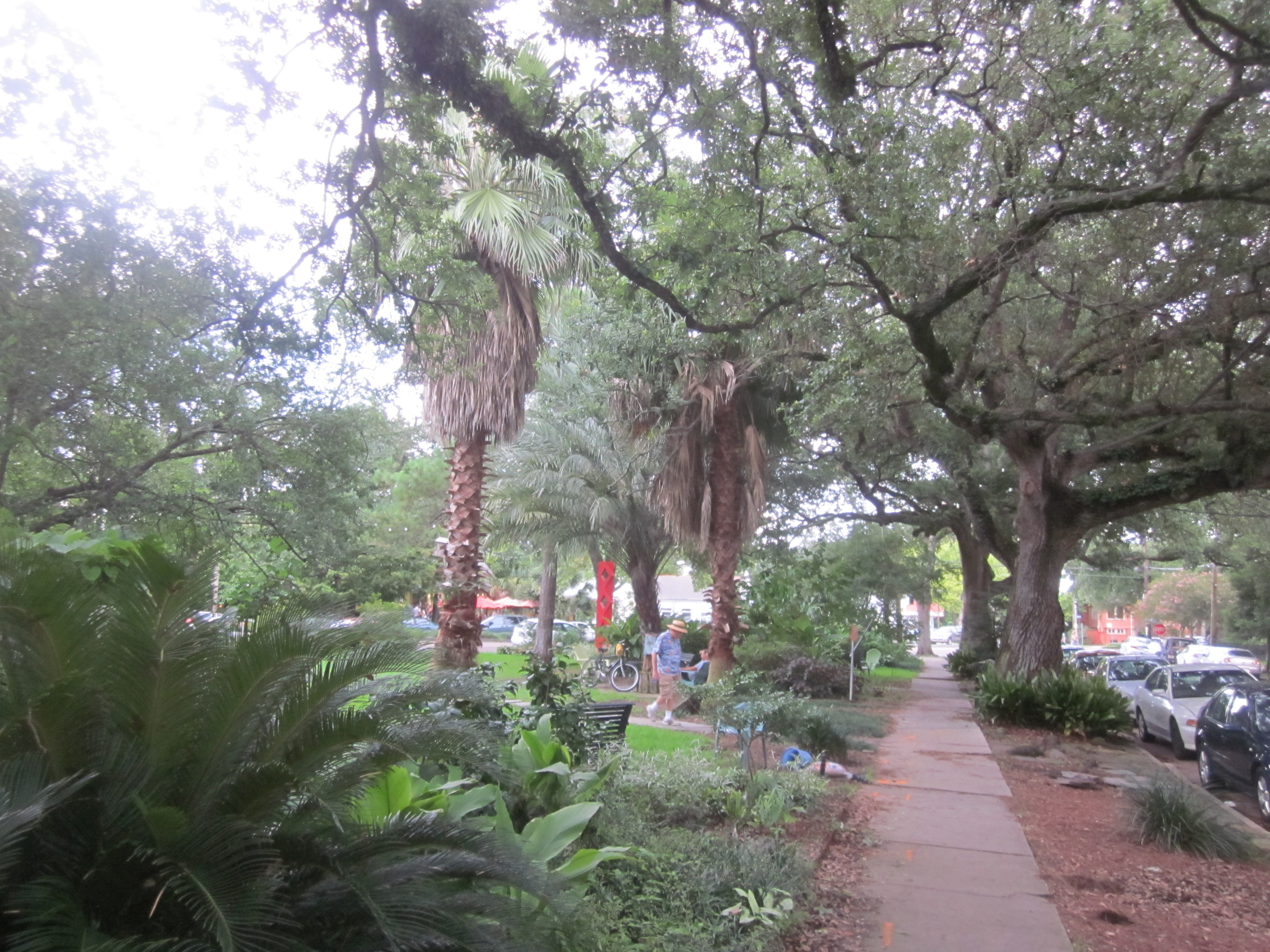
Le parc Alcée Fortier à La Nouvelle-Orléans.

- Le nom d'Alcée Fortier a été donné à un jardin public (Alcee Fortier Park) ainsi qu'à une rue (Alcee Fortier Street) de La Nouvelle-Orléans.
- Une aile du bâtiment de l'université Tulane porte son nom (Alcee Fortier Hall).
- Une école de La Nouvelle-Orléans porte également son nom.

- La rivière Fortier au Québec a été nommé en son honneur[5].